# Prezidentské volby v Gabonu v roce 1993

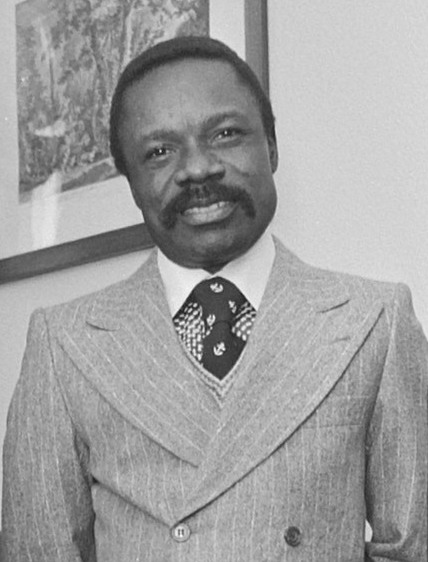
Vítězný kandidát Omar Bongo (1973)

Prezidentské volby v Gabonu se konaly 5. prosince 1993. Jednalo se o první prezidentské volby v Gabonu od zisku nezávislosti, kterých se účastnilo více kandidátů. Úřadující prezident Omar Bongo, který zastával funkci prezidenta od roku 1967, zvítězil podle oficiálních výsledků již v prvním kole se ziskem 51,2 % hlasů. Druhý v pořadí a hlavní vůdce opozice Paul Mba Abessole se však sám prohlásil za vítěze voleb a vyhrožoval sestavením konkurenční vlády. Následné nepokoje v roce 1994 prakticky zastavily život v zemi. Bongo nakonec souhlasil s účastí na mírové konferenci s opozičními skupinami, která se uskutečnila v září roku 1994. Na této konferenci byla sestavena koaliční vláda, která byla u moci až do parlamentních voleb v roce 1996. Tyto volby jednoznačně vyhrála Bongova Gabonská demokratická strana.

## Volební výsledky
| Kandidát                            | Politická strana                     | První kolo | První kolo |
| Kandidát                            | Politická strana                     | Hlasy      | %          |
| ----------------------------------- | ------------------------------------ | ---------- | ---------- |
| Omar Bongo                          | Gabonská demokratická strana         | 213 793    | 51,18 %    |
| Paul Mba Abessole                   | Národní shromáždění dřevorubců       | 110 747    | 26,51 %    |
| Pierre Louis Agondjo Okawe          | Gabonská pokroková strana            | 19 961     | 4,78 %     |
| Pierre Claver Maganga Moussavou     | Sociálně demokratická strana         | 15 220     | 3,64 %     |
| Jules-Aristide Bourdes-Ogouliguende | nezávislý                            | 14 113     | 3,38 %     |
| Oumarou Garba Issoufou              | nezávislý                            | 10 819     | 2,59 %     |
| Didjob Divungi Di Ndinge            | Demokratická a republikánská aliance | 9 203      | 2,20 %     |
| Léon Mbou Yembi                     | Africké fórum pro obnovu             | 7 625      | 1,83 %     |
| Jean-Pierre Lemboumba-Lepandou      | Gabonská strana nezávislého středu   | 5 768      | 1,38 %     |
| Marc Saturnin Nan Nguéma            | nezávislý                            | 3 579      | 0,86 %     |
| Simon Oyono Aba                     | Hnutí za národní obnovu              | 3 466      | 0,83 %     |
| Adrien Nguemah-Ondo                 | Hnutí za národní obnovu – unionisté  | 1 842      | 0,44 %     |
| Léon Mébiame                        |                                      | 1 583      | 0,38 %     |
| Celkem                              | Celkem                               | 417 719    | 100 %      |
|                                     |                                      |            |            |
| Platných hlasů                      | Platných hlasů                       | 417 719    | 97,92 %    |
| Neplatných hlasů                    | Neplatných hlasů                     | 8 875      | 2,08 %     |
| Celkem hlasů                        | Celkem hlasů                         | 426 594    | 100 %      |
| Registrovaných voličů/volební účast | Registrovaných voličů/volební účast  | 484 319    | 88,08 %    |